# PDW

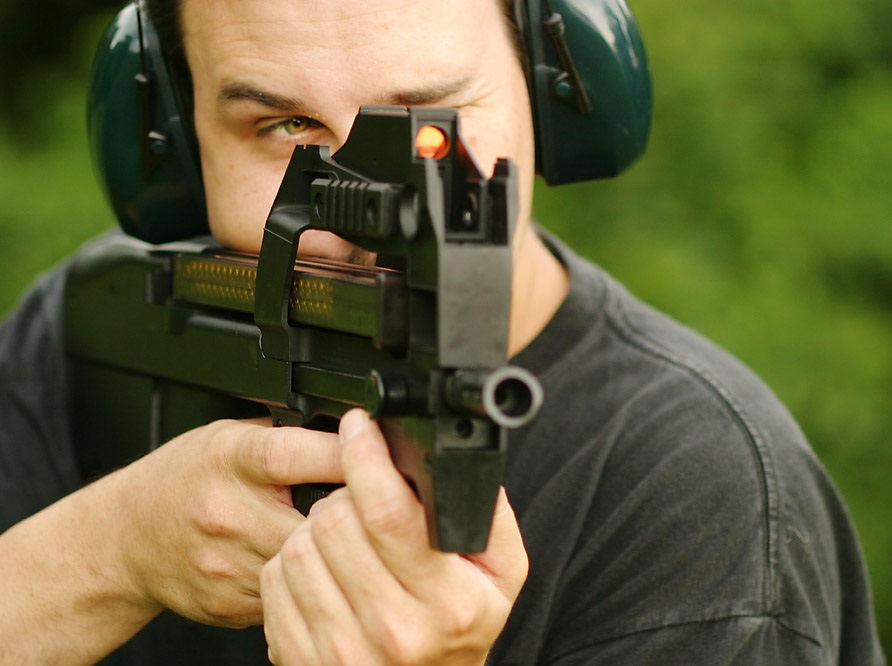
代表的なPDWであるFN P90

PDW（ピーディーダブリュー、personal defense weapon、パーソナルディフェンスウェポン）は、1990年代に登場した銃器の形態の一つ。短機関銃と類似性が高く、近年登場した銃器カテゴリーであるため、短機関銃の一種として評価されることもある。特にヘッケラー&コッホ社の特定の銃器に使用された固有名詞であったが、後にH&K MP7という商標名を与えられたため、現在は種別呼称の一つと認識されている。日本語では「個人防衛火器」「個人防御火器」などと訳される。

## 概要
形状や用途は短機関銃と類似しているが、短機関銃が拳銃用の弾丸を使用するのに対し、PDWは貫通力を重視したそれ専用の弾丸を用いる。そのため短機関銃とアサルトライフルの中間に位置する武器と捉える事ができる。
カートリッジ式の弾薬が発明されて以降、第一次世界大戦から第二次世界大戦にかけての進歩により、個人が携行する銃火器は「アサルトライフル」や「バトルライフル」のような主力火器、「短機関銃」のような特定の兵科や職種が使用する準主力銃器、そして「拳銃」といった護身銃器に大別されるようになった。
しかしながらそれらの銃器が各兵科で使用されながらも、さらに各兵科の特性に準じた銃器の開発も平行して研究され、アサルトライフルを改造し短機関銃のような大きさにしたものや、大型の拳銃で短機関銃の能力を併せ持つような銃器、アサルトライフルを利用した軽機関銃的運用を行うような物などといったように運用法を前提とした銃器の開発が色々と試行された。
そのような中、特に西側先進国が、「軍隊」という組織の運用とその戦術を研究した際、戦時において軍隊における戦闘実働を行う人員は一国の軍隊の約2 - 3割程度という結果が得られるようになった。この数値は第二次大戦時から言われていたことではあるが、運用技術の発達やそれに伴う兵科の固定化の進行が20世紀後半に明らかになっていった。逆に言えば、その残りの7 - 8割の非戦闘要員を擁する後方部隊に攻撃目標を絞れば、前線戦闘部隊の効力を無力化することも可能である。特に運送手段や秘匿技術の発達で、テロリストなどによる非合法組織による突発的な攻撃や、第三国の浸透作戦、特殊作戦などの局地戦闘の場合、前線部隊を通り越して、上記のような非戦闘部隊の施設が突発的に襲われる可能性も高くなり、それらの要員が効果的に運用できる武器の開発が急務となった。
後方部隊の自衛用火器は小銃弾を用いるアサルトライフルやそれを短小化したカービン銃、あるいは拳銃弾を用いる短機関銃や拳銃などがあてられる。しかし、どれも中途半端で「帯に短し襷に長し」といったような状況と言われることがある。アサルトライフルのような小銃は後方任務用として重く、嵩張り取り回しもしにくい。逆に短機関銃や拳銃では威力や射程に欠ける。特にボディアーマーや車両への貫通力不足は問題である。
こういう状況が判明し、分析した結果、以下のような仕様の銃器が効果的であると西側先進国は結論を出した。
- 後方施設内全域で戦闘行為を行える有効射程にして200 - 300メートル程度の能力がある物。
- 短機関銃のようなあらゆる兵科の兵士が扱える利便性を持つ物
- 片手撃ちが可能なサイズもしくは形状である物
- 発射反動が片手使用で扱える物
- 上記射程範囲で対物貫通力が小銃並に高い物
- 装弾数が可能な限り多い物

すなわち、小銃より携帯性に優れ、短機関銃のように片手でのとっさの取り扱いが可能で、短距離でなくともボディアーマーに対して効力を持つ銃器の開発を行うことが肝要とし、これらの銃器の開発を各メーカーに求めた。そしてこれらの銃器を「PDW」と分類し、全く新しい銃器として認識されるようになるのである。そして開発されたPDWは、逆に言えば上記で定義された状況での攻撃的な戦闘でも威力を発揮するということでもあり、特殊作戦を行うような強襲部隊や、警察の機動化部隊などでの使用も非常に効果があることがわかり、今日では、その分類呼称に反し、このような特殊な兵科での攻撃目的での使用の方が盛んなようである。最近の有名な事例では、「ペルー日本大使公邸占拠事件」が挙げられる。この事例では、ペルー軍突入部隊が、PDWであるFN社のP90を使用しており、ドイツ軍特殊部隊KSKにおいて、ヘッケラー&コッホ社MP7の正式採用も現在確認されている。

## PDWの普及率
当初は鳴り物入りで開発されたPDWだが、暫くの間は各国軍での普及は進んでいなかった。最も大きな原因は専用の弾薬を使用することによる補給上の問題である。冷戦終結後、長く続いた軍縮機運も重なり、拳銃弾でさえ廃止する提案が聞かれる状況でPDW用の弾薬を新たに補給体系に加える決断をする軍は少なかった。
また、既存の銃と弾薬・構造・射撃感覚がまったく異なる上に、予備パーツにも共通性がないPDWは訓練や日常での運用整備にも問題がある。さらに、わざわざPDWを導入しなくても、その任務は専用の強装弾を使用した短機関銃や拳銃弾を使用するカービン銃（ベレッタCx4など）、アサルトライフルを短縮化した（当然弾薬もアサルトライフルと共用できる）アサルトカービンのような既存の銃器で十分代行できるという事情があった。また、近年ボディアーマーがさらに進化して12.7 mm弾の対物ライフル弾すら防ぐとされるものが登場してきており、アサルトライフル弾さえも威力不十分とされる時世にあって、さらに劣るPDWの存在意義が低下したこともあった。
さらには、国家間の正規戦の機会が減少する一方で比重を増した、テロ・ゲリラ対処の非正規戦・非対称戦においては実際にPDWの想定したような後方部隊が標的とされたが、施設よりもさらに少数孤立したパトロールや輸送に当たる兵員が襲撃されることが多く、こうした開所での戦闘では小口径高速弾が武装勢力側の7.62×39mm弾などの旧式弾薬に撃ち負けるという問題が生じ、PDWとは逆にアメリカ軍の次世代分隊火器プログラムにおける6.8×51mm弾の採用など小銃の火力強化、重装化が求められる機運になっている。
しかし、2001年のアメリカ同時多発テロ事件以降、武装警察や特殊部隊向けのインドア戦闘で効果のある銃器の必要性が高まり、採用する各国軍や法執行機関などの公的機関も増えつつある。そして当初の上記に明示された仕様とは異なる「近接戦闘で弾数が多く、取り回しのしやすい高威力の銃器」という括りで、既存のストッピングパワーの強い弾丸の規格を利用した物や、既存の弾薬を使用する既存の銃器（実質的にはアサルトカービンまたはコンパクトカービンが多い）の改造・改良型にPDWの名称のみを冠して販売、採用するケースが増えてきている。
一方で、PMC（民間軍事会社）のような軍事企業組織では、専用弾を使用する本来のPDWが、当初より積極的に使用されている。これは先の正規軍の状況とは異なり、先進国PMCの紛争地域におけるその業務のほとんどは、物資の輸送、それに伴う護衛、補給などの本来PDWが想定する業務が一般的だからである。また、PMCは状況によっては武器の調達も国の採用基準に囚われず、比較的自由が利くので、銃器メーカーのテストケースで装備される場合などもあるため、新しい武器であっても比較的装備されやすい。

## PDWとして分類される銃器
これらの中には、メーカーがSMGとして分類しているものや、いわゆる「PDW用専用弾薬」ではなく通常のアサルトライフル用弾薬を用いるものも含まれる。
- FN P90
- H&K MP7
- KAC 6x35mm PDW
- Magpul PDR
- AR-57
- DDM4 PDW
- VBR-Belgium 7.92 PDW
- XM8 Compact Carbine
- SCAR-L Mk 16 PDW
- HK416C
- PP-2000
- CBJ-MS